# Francisco de Moncada y Cardona
Francisco de Moncada y Cardona (Mequinenza, 9 de octubre de 1532-Valencia, 12 de noviembre de 1594) fue un noble y hombre de estado español, señor de las baronías de Serós, Mequinenza, Soses y Chiva. Desde 1574 por compra, era también conde de Osona y vizconde de Cabrera y Bas. Fue lugarteniente general de Cataluña entre 1580 y 1581, y virrey y capitán general de Valencia entre 1581 y 1594.  I marqués de Aytona, IX conde de Ossona, grande de España, virrey de Cataluña y de Valencia.
Se casó en 1552 con Lucrecia Gralla, hija de Francesc Gralla i Desplá, Castellano de Subirats y Maestre Racional de Cataluña, y doña Guiomar de Hostalrich. con Lucrecia Gralla en 1552, señora de Subirat y de Esponella. tuvo 17 hijos, el primero de los cuales, Gastón, fue su sucesor en sus títulos de nobleza.